# The Guardian of Education
The Guardian of Education fut le premier périodique, couronné de succès, voué à la critique de la littérature enfantine en Grande-Bretagne. Il fut fondé par la pédagogue et écrivaine Sarah Trimmer et publié de juin 1802 à septembre 1806 par J. Hatchard et F. C. et J. Rivington. La revue offrait des conseils sur l'éducation des enfants, des évaluations des théories pédagogiques et Trimmer y développait aussi ses propres théories éducatives, après y avoir évalué les œuvres majeures de l'époque.

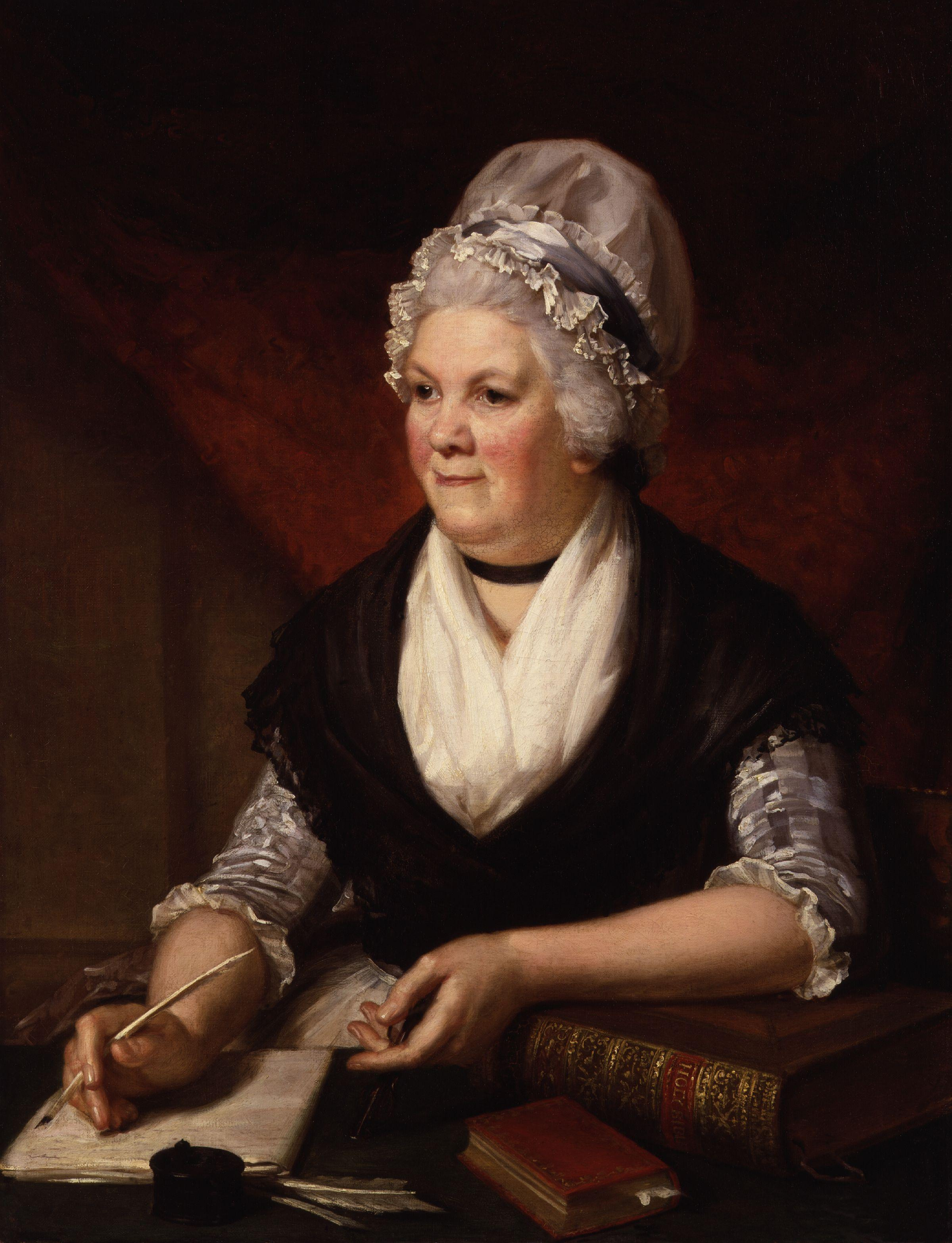
Sarah Trimmer, éditorialiste de The Guardian of Education, peinte par Henry Howard en 1798

Craignant l'influence des idéaux de la Révolution française, en particulier ceux de Jean-Jacques Rousseau, Trimmer vante un anglicanisme orthodoxe et encourage la perpétuation de l'ordre social et politique de l'époque. Malgré son conservatisme, elle s'accorde cependant avec Rousseau et d'autres réformateurs progressistes du système éducatif sur de nombreux sujets, comme les effets dommageables de l'apprentissage par cœur et de l'irrationalisme des contes de fées.
The Guardian of Education fut le premier magazine à examiner sérieusement les livres pour enfants au travers d'un ensemble de critères distincts. Les critiques de Trimmer, soigneusement pensées, amenèrent les éditeurs et les auteurs à modifier le contenu de leurs livres et contribuèrent à définir le nouveau genre de la littérature pour enfants. Elles affectèrent de manière significative les ventes de livres pour enfants. The Guardian offrait également le premier historique de la littérature enfantine ; établissant une liste de livres phares que les chercheurs utilise encore de nos jours.